# Nicolò Gabrielli

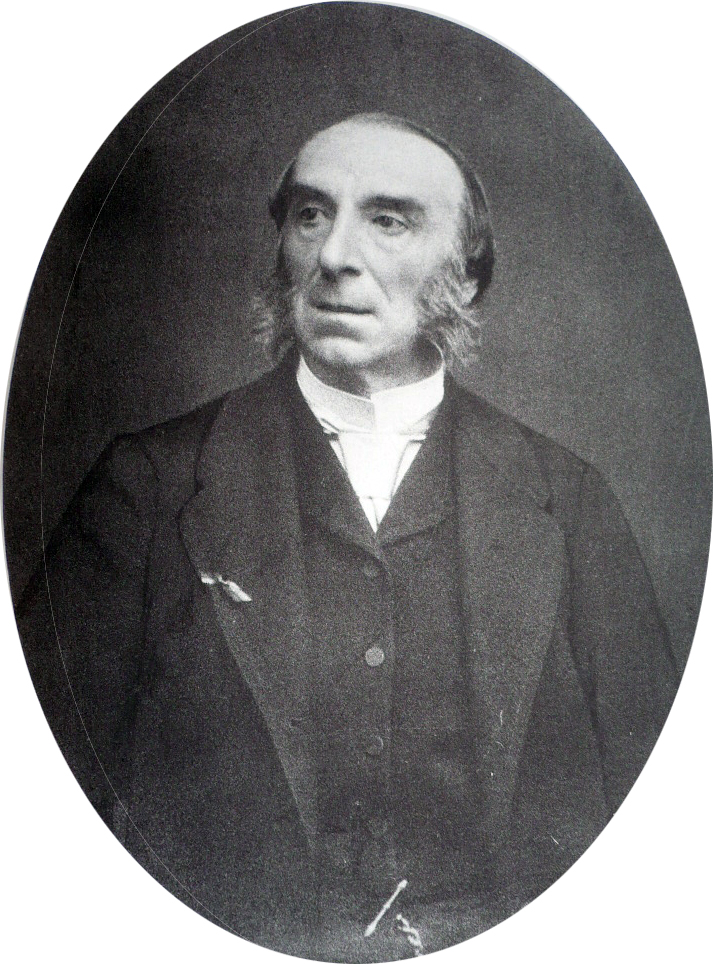
Nicolò Gabrielli.

El conde Nicolò Gabrielli di Gubbio, barón de Quercita (Nápoles, 21 de febrero de 1814 – París, 14 de junio de 1891) fue un compositor italiano.
Descendiente de una familia noble muy antigua y originaria de los Estados Pontificios, Nicolo Gabrielli nació en Nápoles. Estudió música y composición en el Conservatorio de su ciudad natal, donde fue discípulo de Gaetano Donizetti, y en 1840 fue elegido como Director del Teatro San Carlo.
Es el autor de muchos ballets, comedias y ópera bufa en dialecto napolitano, en italiano y en francés. En 1854 el emperador francés Napoleón III, con la familia del cual Gabrielli era aparentado, lo invitó a establecerse en París, donde debutó (31 de mayo de 1854), con el ballet Gemma (libreto de Théophile Gautier), representado en el teatro de l’Opéra.
A pesar de las críticas, su música fue muy popular durante el Segundo Imperio y sus obras fueron representadas en numerosos teatros europeos. Entre las más conocidas en España destacan las siguientes: El Cid (1836), L’affamato senza danaro (1839), Il condannato di Zaragoza (1842), La conquista del México (1842), Una passeggiata verso Capri (1845), Les Elfes (1856), L’étoile de Messine (1861), Les mémoirs de Fanchette (1865). 
Detrás de la caída de Napoleón III, con la proclamación de la República, Nicoló Gabrielli abandonó progresivamente la escena artística. Su producción también disminuyó en los últimos años de su vida; sin embargo, en 1883 compuso la marcha militar Simón Bolívar, y la dedicó al “ilustre americano” Don Antonio Guzmán Blanco, Presidente de Venezuela. 
Habiendo decidido de quedarse en la ciudad donde había conocido fama y fortuna, murió en París en 1891 y fue enterrado en el cementerio del Père-Lachaise. 
Por decreto del 12 de agosto de 1864, Napoleón III lo había nombrado Caballero de la Legión de Honor.
- Datos: Q1892727
- Multimedia: Nicolò Gabrielli / Q1892727